# Парламентские выборы в Азербайджане (2005—2006)
Парламентские выборы в Азербайджане состоялись 6 ноября 2005 года. В 10 округах результаты голосования были отменены, и 13 мая 2006 года проведено повторное голосование.
| Партия                                     | Мест | Δ |
| ------------------------------------------ | ---- | - |
| Новый Азербайджан                          | 61   |   |
| «Мусават»                                  | 5    |   |
| Прочие партии                              | 13   |   |
| Беспартийные кандидаты                     | 43   |   |
| Не указавшие свою партийную принадлежность | 3    |   |

## Оценка выборов
Парламентская ассамблея Совета Европы в своей резолюции сочла, что выборы не соответствовали ряду международных стандартов. При этом ассамблея утвердила полномочия делегации новоизбранного парламента РА.

## Дела в Европейском суде по правам человека
Европейский суд по правам человека единогласно констатировал нарушения права на свободные выборы в постановлениях по делам ряда кандидатов от оппозиции, по округам которых результаты были отменены: «Керимова против Азербайджана», «Маммадов против Азербайджана (№ 2)», «Хаджили против Азербайджана», «Каримов против Азербайджана», «Керимлы и Алибейлы против Азербайджана».
Также нарушение права на свободные выборы было констатировано в деле «Намат Алиев против Азербайджана», где кандидату от оппозиции отказали в его жалобе на утверждённые результаты. Ещё по семи делам об отказе в рассмотрении жалоб по существу ЕСПЧ прекратил производство после того, как Азербайджан признал нарушение прав кандидатов и обязался выплатить им компенсацию. Помимо этого, ЕСПЧ констатировал нарушения прав кандидатов в следующих делах о лишении регистрации: «Абил против Азербайджана», «Ханхусейн Алиев против Азербайджана», «Атакиши против Азербайджана» и по делу об отказе в регистрации кандидата «Сейидзадэ против Азербайджана».